# 11 (število)
11 (enájst) je naravno število, za katero velja 11 = 10 + 1 = 12 − 1.

## V matematiki
- najmanjše število, katerega vsota njegovih števk je enaka 11 je 29 (2 + 9 = 11).
- najmanjše Zuckermanovo število v bazi 10: {\displaystyle 11\mid 1\cdot 1=1\,\!}.
- drugo Ramanudžanovo praštevilo.
- drugo najmanjše število, za katerega velja Midyjev izrek.
- tretje varno praštevilo.
- tretje Tabitovo število in tretje Tabitovo praštevilo {\displaystyle 2=3\cdot 2^{2}-1\,\!}.
- tretje Eisensteinovo praštevilo brez imaginarnega ali realnega dela oblike {\displaystyle 3n-1}.
- četrto praštevilo Germainove.
- četrto regularno praštevilo.
- peto Čenovo praštevilo.
- peto Higgsovo praštevilo.
- peto palindromno praštevilo.
- sedmo Ulamovo število {\displaystyle 11=3+8\,\!}.
- osmo Størmerjevo število.
- Gaussovo praštevilo brez imaginarnega ali realnega dela oblike {\displaystyle 4n+3}.

## V znanosti
- vrstno število 11 ima natrij (Na).

## Drugo

### Leta
- 411 pr. n. št., 311 pr. n. št., 211 pr. n. št., 111 pr. n. št., 11 pr. n. št.
- 11, 111, 211, 311, 411, 511, 611, 711, 811, 911, 1011, 1111, 1211, 1311, 1411, 1511, 1611, 1711, 1811, 1911, 2011, 2111